# Eriocaulon guyanense
Eriocaulon guyanense là một loài thực vật có hoa trong họ Cỏ dùi trống. Loài này được Körn. ex D.Dietr. mô tả khoa học đầu tiên năm 1852.